# Waalse kerk (Arnhem)

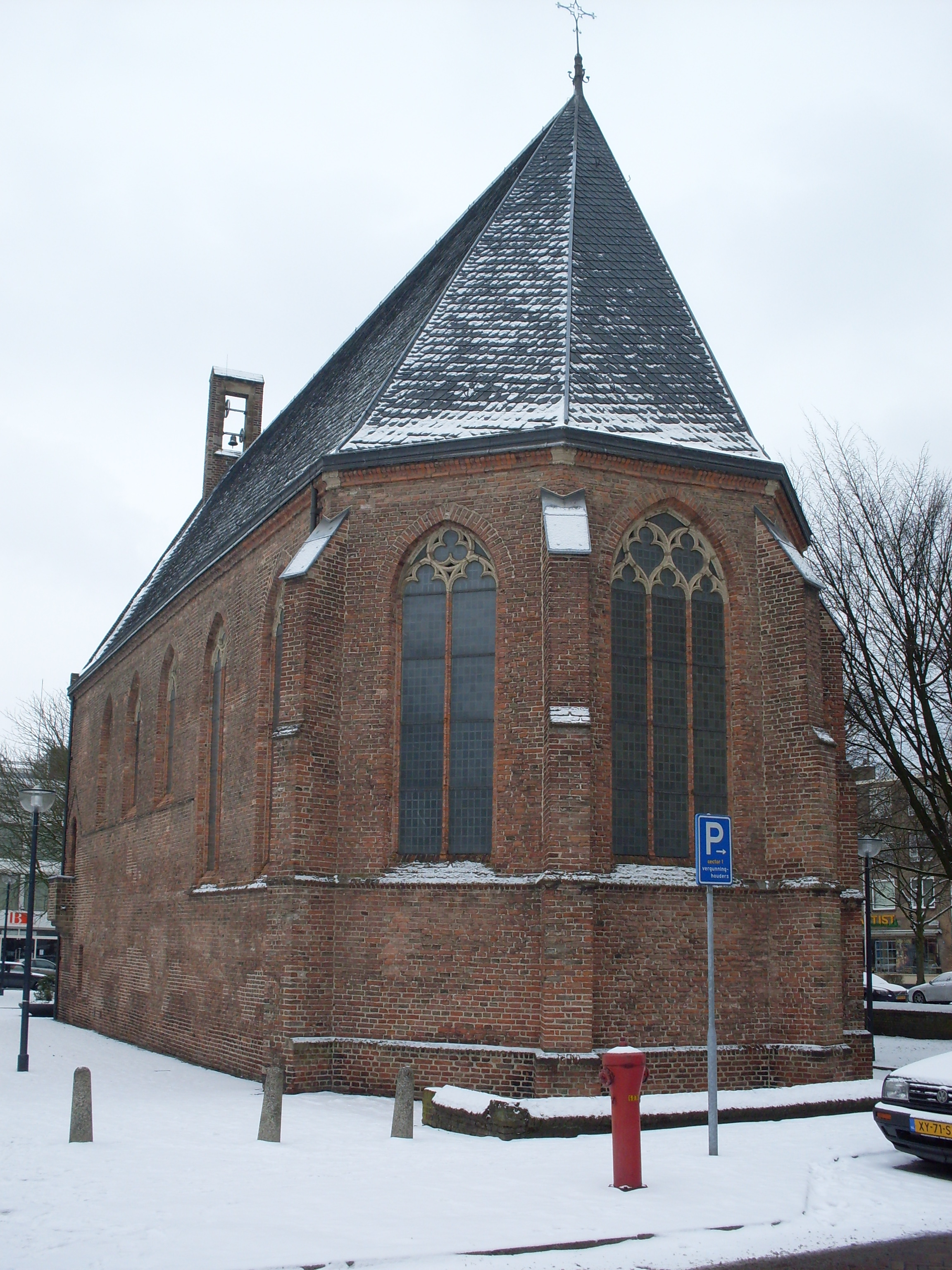
Waalse Kerk in Arnhem, oostzijde

De Waalse Kerk Arnhem, of Agnietenkapel, is een kerk uit het begin van de 15e eeuw en het enige overblijfsel van het Agnietenklooster, het nonnenklooster van de franciscaanse zusterorde van de heilige Agnes. Het gebouw is in gotische stijl en is een Rijksmonument.
In 1636 stierf het klooster uit en werden de gebouwen bij het St. Catharina Gasthuis gevoegd. Sinds 1751 is de kerk in gebruik van de Waals-Hervormde Gemeente. In 1860 kocht de Waals-Hervormde Gemeente het gebouw en vond er een verbouwing plaats onder leiding van architect Lucas Hermanus Eberson, waarbij onder meer de tussenverdieping verdween.
De kerk raakte ernstig beschadigd in september 1944 tijdens een bombardement in de Slag om Arnhem. Het gebouw werd gerestaureerd in 1950-1952 en kreeg daarbij een nieuwe voorgevel in traditionalistische stijl.

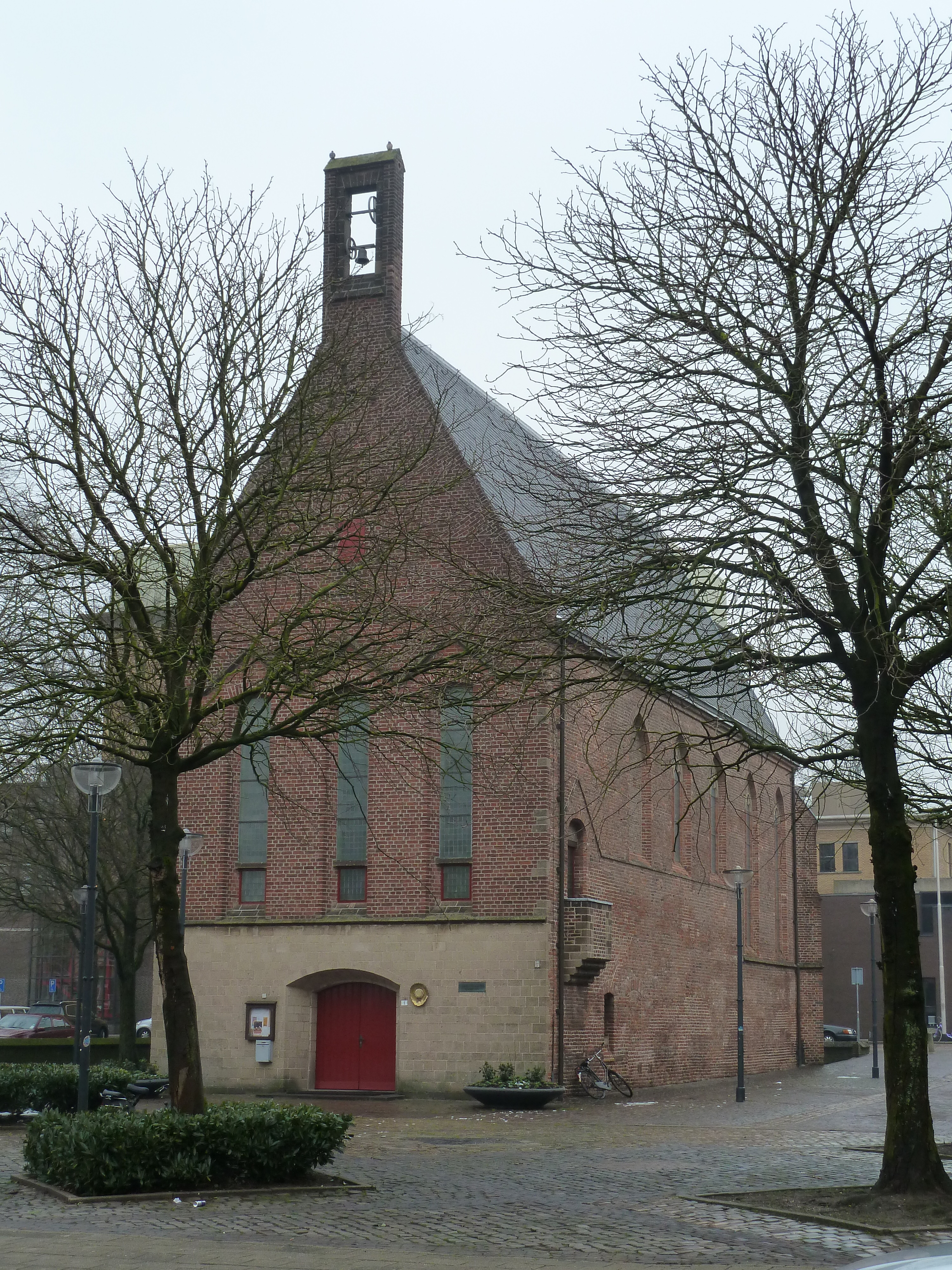
Westzijde